# Conseil culturel de Bretagne
Pour les articles homonymes, voir CCB.
 (septembre 2021).
Si vous disposez d'ouvrages ou d'articles de référence ou si vous connaissez des sites web de qualité traitant du thème abordé ici, merci de compléter l'article en donnant les références utiles à sa vérifiabilité et en les liant à la section « Notes et références ».
Hôtel de Courcy, Rennes
Le conseil culturel de Bretagne ou CCB a été créé par la charte culturelle bretonne signée en 1977 entre l'État, l'établissement public régional de Bretagne et les conseils généraux des Côtes-d'Armor, du Finistère, d'Ille-et-Vilaine, de la Loire-Atlantique et du Morbihan.
En 2009, son statut évolue pour devenir une institution consultative auprès du Conseil régional de Bretagne, dont l'objet est de valoriser l'identité culturelle bretonne.

## 1. La création du premier C.C.B. (1978-2009)
Soutenu par la Région Bretagne et les cinq départements bretons, le Conseil culturel agit à l'échelle de la Bretagne historique comme le confirme la signature du préfet de Loire-Atlantique.
À l'origine, il était composé de 61 membres, dont :
- 9 représentants de l'Établissement public régional, 6 pour le Conseil régional et 3 pour le Comité économique et social ;
- 15 représentants des cinq conseils généraux de Bretagne ;
- 9 représentants des villes de plus de 30 000 habitants, y compris Nantes et Saint-Nazaire ;
- 28 représentants des organisations à vocation culturelle, dont les universités et 10 représentants des associations culturelles bretonnes ;
- 4 personnalités qualifiées de la vie culturelle.

Alors dépourvu de statut juridique, il s'agissait d'un organisme consultatif répondant aux questionnements des services de l'État et des collectivités régionales et départementales.

### Le statut associatif (1980)
En 1980, le Conseil culturel s'est doté du statut associatif selon la loi du 1er juillet 1901 en créant « l'association des membres du Conseil culturel de Bretagne ». Ces statuts ont été modifiés pour devenir simplement « Conseil culturel de Bretagne ».
Créé pour cinq ans afin de donner un avis sur la répartition des crédits de la Charte culturelle et sur la politique culturelle régionale, le Conseil culturel, maintenu par la volonté du Conseil régional de Bretagne, a évolué progressivement pour devenir un organisme consultatif de coordination et de représentation des associations culturelles bretonnes.
En 2009, il porte ainsi la parole de 55 associations et fédérations culturelles dans les domaines de la langue bretonne, la musique, la danse, les jeux traditionnels bretons, les médias ou les arts plastiques, rassemblant ainsi plusieurs dizaines de milliers de personnes, notamment Diwan, Dihun et Div yezh, Skol An Emsav, Skol Ober, Stumdi, Deskiñ d’an oadourien, Bodadeg ar Sonerion, Kendalc'h, War 'l leur, du  patrimoine, ainsi que d'un représentant du conseil économique et social, d'un représentant de l'Institut culturel de Bretagne/Skol-Uhel Ar Vro et d'un représentant de l'Agence culturelle de Bretagne.

### Objectifs
Il œuvre pour la reconnaissance de la culture bretonne et plus largement pour la diversité culturelle, l'ouverture et le dialogue interculturel en Bretagne, en France, en Europe et dans le monde. Dans ce cadre, il fait office de contact entre les élus et le monde associatif sur les dossiers culturels importants (enseignement du breton, ...).
Le CCB souhaite un rééquilibrage des crédits culturels de l'État au profit des régions ou encore la ratification par la France de nombreux pactes et traités internationaux relatifs aux droits culturels et linguistiques.

### Activités
Le CCB agit autour de quatre axes :
- il est un lieu privilégié d'échange d'information et de concertation entre les acteurs culturels et les élus,

- il est le porte-parole des aspirations collectives du monde culturel breton auprès du public et des institutions et formule des propositions concernant la politique culturelle en Bretagne,

- au sein de ses commissions internes, il élabore des projets pour le développement culturel,

- il soutient les initiatives du terrain auprès des instances concernées.

Le CCB, en s'appuyant sur ses grandes fédérations, organise des manifestations publiques pour défendre les droits culturels des Bretons, comme la grande manifestation du  Printemps de la langue bretonne qui a réuni 20 000 personnes dans les rues de Rennes le 22 mars 2003 pour la reconnaissance des droits culturels internationaux par la France (Nevez amzer ar Brezhoneg) ou encore la manifestation du 20 septembre 2008 à Nantes pour la défense des pratiques amateurs et pour la réunification administrative de la Bretagne.
De 2000 à 2007, à la demande du Conseil régional, le CCB a organisé une université des jeunes.
- Université Jeunes en Bretagne (en association avec le Conseil régional de Bretagne) depuis 2000 : culture, développement local et régional, nouvelles technologies, ... sous la forme de débats, d'ateliers, de soirées concerts,
- rendez-vous de la jeunesse de Bretagne
- journées ponctuelles de formation.

Il a mené aussi des campagnes de communication financées par la Région pour la promotion de l'enseignement bilingue breton/français.
Au sein du CESR, il a contribué à des études comme "la dynamique culturelle bretonne".
Il a coédité le Livre blanc Une culture bretonne pour le XXIe siècle, et publié le Livre noir de l'enseignement du breton ou encore l' Annuaire des dessinateurs de Bretagne.
Le CCB a contribué à créer la Fédération bretonne des maisons de pays (Tiez Hor Bro).
Le CCB est l’antenne bretonne du Bureau européen pour les langues moins répandues, et a pris part au lancement de la Journée européenne des langues. Il est avec le Bureau européen des langues moins répandues (EBLUL en anglais) le créateur des Rencontres des langues et cultures régionales ou minoritaires qui réunissent annuellement des responsables culturels d’une dizaine de régions. Il participe également aux rencontres européennes annuelles PFD ou Partnership For Diversity, conférence qui réunit pendant deux ou trois jours des représentants associatif ou publics de diverses langues et cultures régionales ou minoritaires et de représentants étatiques ou des institutions européennes.
Il organise des débats et des colloques sur la question des langues et cultures régionales et exerce une activité de lobby en ce sens notamment au cours des campagnes électorales.

## 2. L'évolution vers une institution consultative du Conseil Régional de Bretagne
À la veille du trentième anniversaire de la Charte culturelle de Bretagne, au cours de l'année 2007, le Conseil régional de Bretagne a auditionné ce qu'il est convenu d'appeler les "outils de la Charte" : Conseil culturel, Institut culturel et Agence culturelle. En juillet 2008, le président du Conseil régional, Jean-Yves Le Drian, reçoit les représentants du Conseil culturel et leur propose de transformer l'association en institution consultative auprès du Conseil régional. Un premier texte d'orientation est voté par le Conseil régional le 23 octobre 2008 en ce sens.
Le 26 mars 2009, l'assemblée plénière du Conseil régional adopte une résolution fixant les règles de mise en place d'un Conseil culturel de Bretagne composé de 70 membres, répartis en trois collèges pour une durée de trois ans : 40 membres représentant les associations, 20 membres représentant les institutions comme les universités ou les services publics de radio et de télévision et 10 personnalités choisies par le président du Conseil régional.
Le Conseil culturel doit être consulté "sur toutes questions traitant de l'identité culturelle de la Bretagne" et exerce un droit d'autosaisine sur ces thèmes.
Après désignation de ses membres, le nouveau Conseil culturel de Bretagne s'est réuni pour la première fois le 4 juillet 2009 au siège de la Région, dans l'hémicycle du Conseil régional. Comme premier président, il a élu Paul Molac, un professeur d'histoire à Guer, président de Div Yezh, l'association de parents d'élèves de la filière publique bilingue breton/français. Catherine Latour, présidente de la Confédération culturelle Kendalc'h a été élue première vice-présidente.
Afin de conserver une indépendance vis-à-vis des institutions publiques, une ONG, Kevre Breizh, Coordination culturelle associative de Bretagne, est mise en place dans le cadre de la création du nouveau Conseil Culturel de Bretagne. Elle regroupe les principales associations, fédérations et groupements culturels bretons. Elle représente plus de  50 000 adhérents sur les 5 départements bretons et est présidée par Tangi Louarn.

### Les présidents du Conseil Culturel de Bretagne

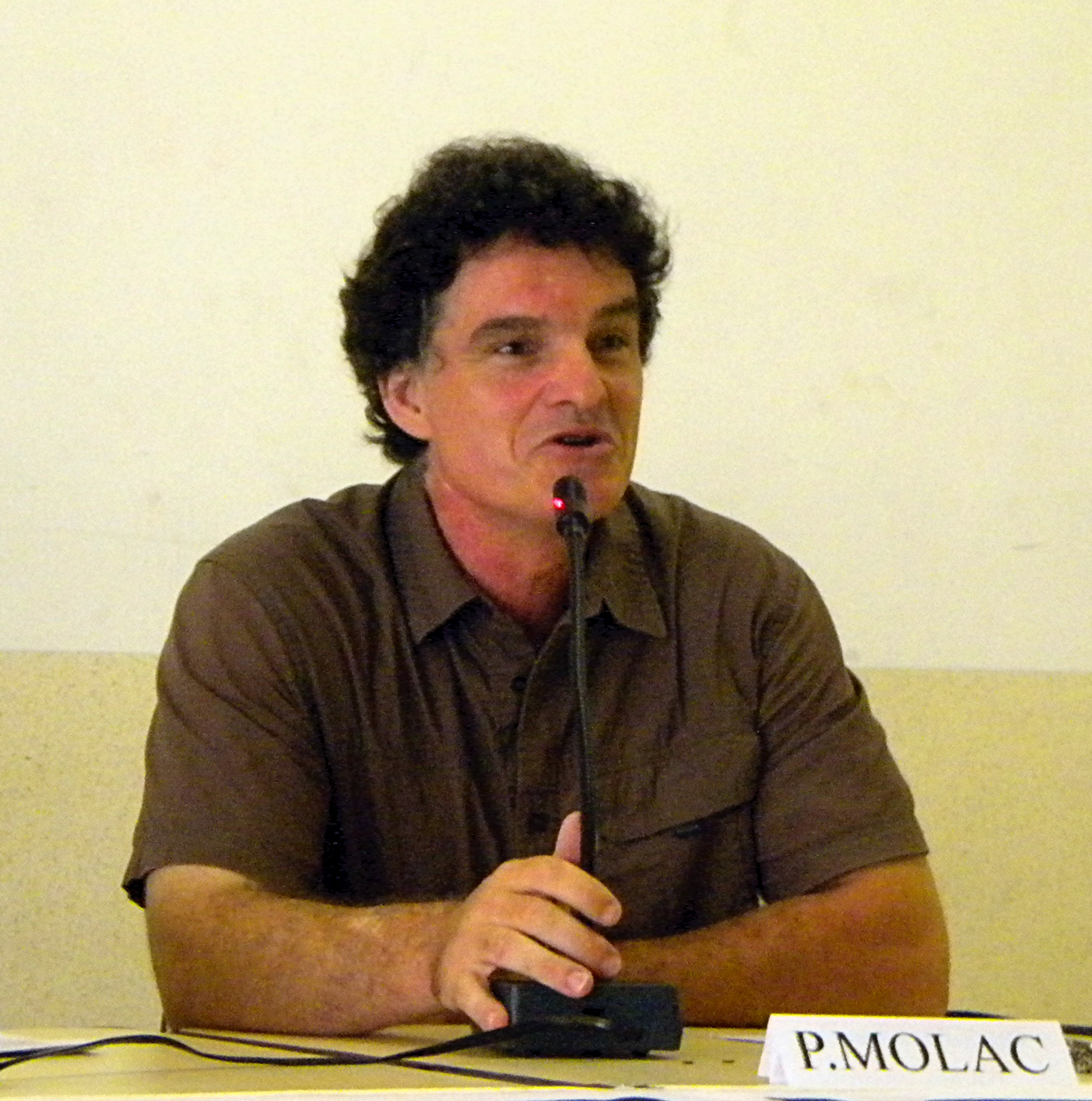
Paul Molac à Biarritz le 22 août 2012, lors de l'université d'été de Régions et peuples solidaires.

Liste des présidents qui se sont succédé au conseil culturel de Bretagne depuis sa création :
| Début | Fin  | Président                                   | Qualité                                               | Vice-Président    |
| ----- | ---- | ------------------------------------------- | ----------------------------------------------------- | ----------------- |
| 1978  | 1982 | Michel Denis                                | Universitaire                                         |                   |
| 2009  | 2012 | Paul Molac                                  | Président de Div Yezh                                 | Catherine Latour  |
| 2012  | 2012 | Catherine Latour, Présidente par délégation | Présidente de Kendalc'h                               | -                 |
| 2013  | 2016 | Jean-Bernard Vighetti                       | Représentant le Réseau des Cités d'Art de Bretagne    | Claudine Perron   |
| 2017  | 2020 | Bernez Rouz                                 | Représentant les ententes de pays du Finistère        | Claudine Perron   |
| 2020  | 2023 | Bernez Rouz                                 | Personnalité qualifiée                                | Aurélie Rousseau  |
| 2023  | 2024 | Rozenn Milin                                | Personnalité qualifiée                                | Hervé Richardot   |
| 2024  |      | Ronan Coignard                              | Représentant de l'association Patrimoines de Bretagne | Stéphanie Le Cam. |

### L'action du Conseil culturel de Bretagne depuis 2009
Le 14 janvier 2023, le Conseil culturel de Bretagne s'est réuni à Rennes pour un nouveau mandat de trois ans. Rozenn Milin, a été élue présidente et Hervé Philippot vice président,.

## Organisations représentées au CCB en 2023

### Sous-collège Langues bretonne et gallèse
- Diwan, Div yezh Breizh, Brudañ ha skignañ, Kelennomp, Kuzul ar Brezhoneg
- Bertègn Galèzz, Clâssiers, Institut du gallo

### Sous-collège Création et pratiques artistiques
- Maison du théâtre amateur, Art contemporain en Bretagne, Association des maisons d'édition en Bretagne, Breizh Créative/KUB, Cemea Bretagne, C'hoariva, Cinéphare, Clair Obscur-Ty Films, Collectif arts de Bretagne, Corlab, Drom-Kreiz Breizh akademli, Elektroni K, Falsab, Federation de Gouren, Fédé. des cafés librairies, Fédé. des festivals de musique classique, Festival photo La Gacilly, Films en Bretagne, Gouelioù Breizh, Gwinzegal, Kanomp Breizh, Kenleur, Le collectif des festivals, Le fourneau, Les gesticulteurs,, Nautisme en Bretagne, Sonerion, Sipermab, Ubapar, Zanzanfilms.

### Sous-collège Patrimoine et territoires
Adramar, Petites cités de caractères, Union des villages d'arts et d'histoire, Bretagne Culture Diversité, Bretagne musées, Dastum, Cinémathèque de Bretagne, Entente de pays Basse-Bretagne, Ententes de pays Haute Bretagne, Entente de pays Loire Atlantique, Fédé. Office de tourisme Bretagne, Institut culturel de Bretagne, Kevre Breizh, Mission Bretonne, Société d'histoire et d'archéologie, Tiez Breiz

### Sous-collège Universités et acteurs de la recherche
C.R.B.C., Les petits débrouillards, Université Bretagne sud, Université des sciences et des pratiques gastronomiques, Université Rennes 2.

## Identité visuelle

Logos successifs du Conseil culturel de Bretagne
Avant 2009
Depuis 2009